# Troféu de Augusto

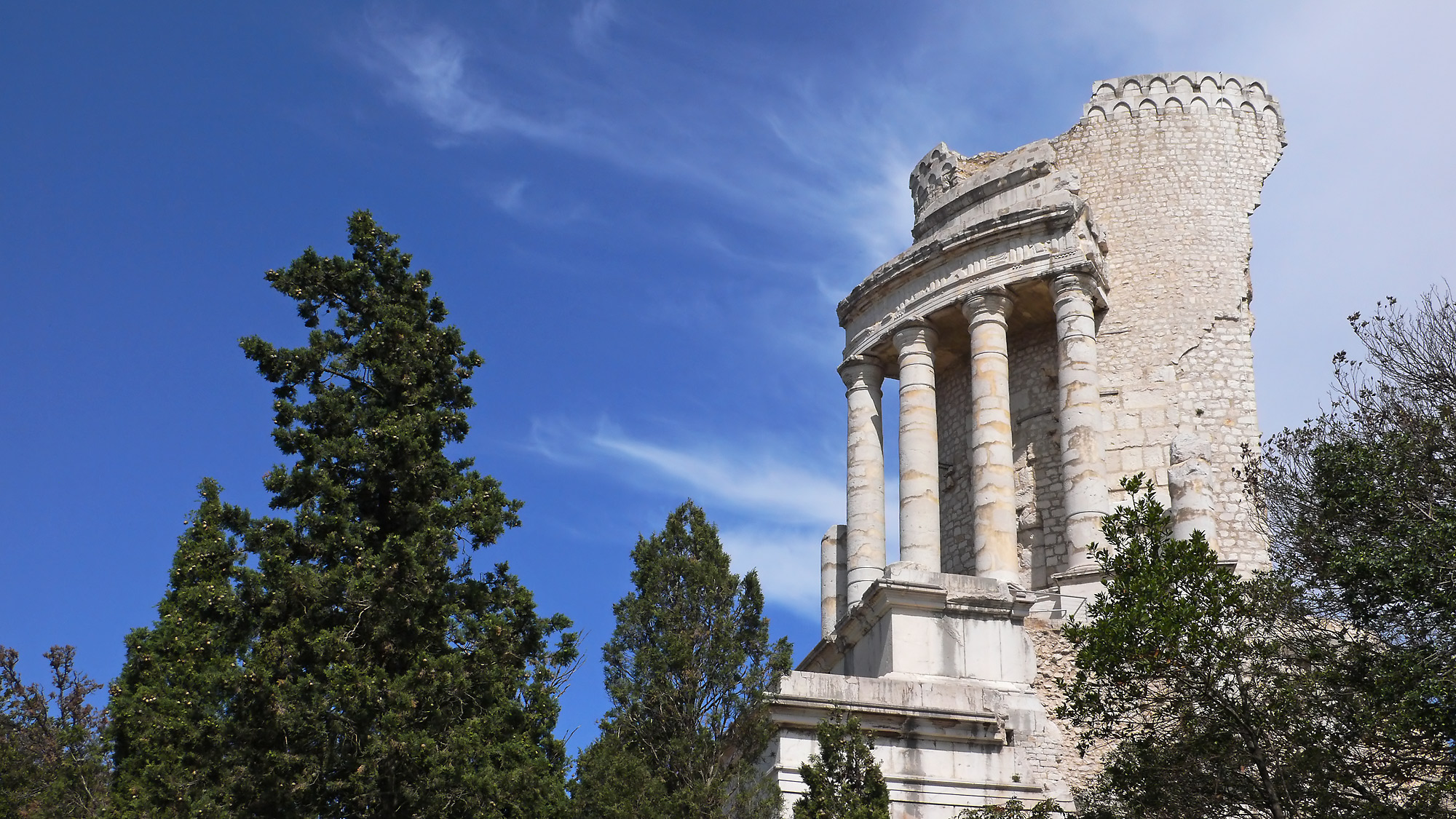
O Troféu de Augusto

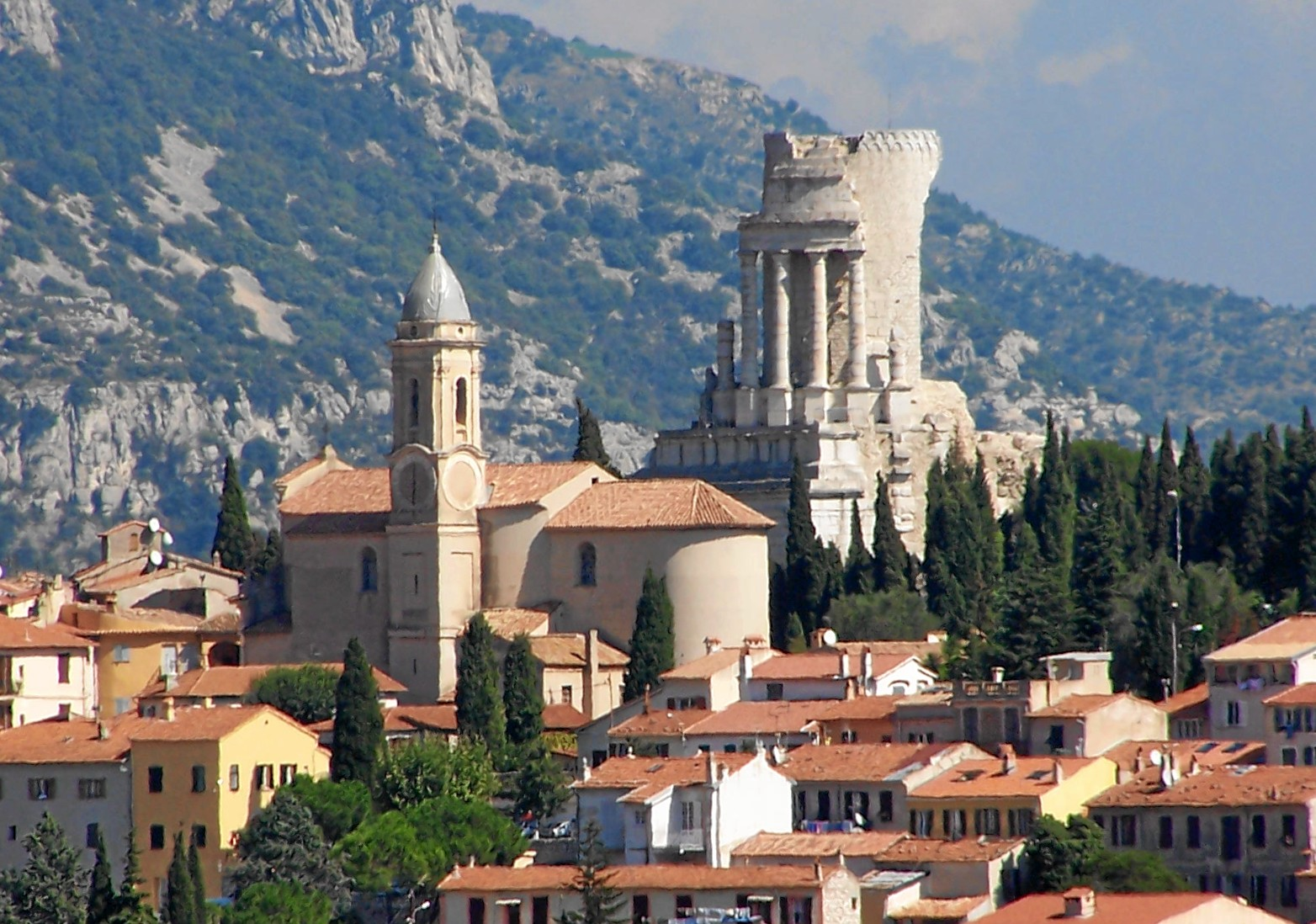
Vista de La Turbie com o Troféu de Augusto e a igreja de São Miguel

O Troféu de Augusto (em latim: Tropaeum Augusti) ou Troféu dos Alpes (em latim: Tropaeum Alpium; em francês: Trophée des Alpes; em occitano: Trofèu dels Alpes) é um imponente monumento romano que se encontra a 480 metros de altitude na comuna de La Turbie, no departamento francês de Alpes Marítimos, a pouca distância do Principado de Mônaco.

## História
O monumento foi construído sobre a Via Júlia Augusta (Via Aurélia), nos anos 7−6 a.C. em homenagem ao imperador Augusto (r. 27 a.C.–14 d.C.) para comemorar as vitórias reportadas por seus generais Nero Cláudio Druso e Tibério e a definitiva submissão de 46 tribos alpinas. Serviu também para demarcar a fronteira entre a Itália e a Gália Narbonense ao longo da Via Aurélia.
Esse monumento segue, na Gália, o Troféu de Pompeu, em Sumo Pirenéus (Summum Pyrenaeum), o de Briot (agora no museu de Antibes) e outros.

## Inscrições
Uma das pedras da torre continha os nomes das tribos. A inscrição foi preservada apenas em fragmentos, mas pôde ser reconstruída graças à transcrição de Plínio, o Velho, embora com pequenas correcções. Lê-se:
| “ | Ao imperador César Augusto, filho do deificado Júlio César, pontífice máximo, aclamado como Imperator pela 14ª vez, no seu 17º ano de poder tribuniciano, o Senado e o povo de Roma [construíram este], em comemoração que, sob a sua liderança e auspício, todos os povos Alpinos, desde o Mar Superior até ao Mar Inferior, foram submetidos ao Imperium do povo romano. Povos alpinos conquistados. | ” |

| · TRUMPILINI · CAMUNNI · VENNONETES · VENOSTES · ISARCI · BREUNI · GENAUNES · FOCUNATES | · VINDELICI: ·· COSUANETES ·· RUCINATES ·· LICATES ·· CATENATES · AMBISONTES · RUGUSCI · SUANETES · CALUCONES · BRIXENETES | · LEPONTII · UBERI · NANTUATES · SEDUNI · VERAGRI · SALASSI · ACITAUONES · MEDULLI · UCENNI · CATURIGES | · BRIGIANI · SOGIONTI · BRODIONTI · NEMALONI · EDENATES · VESUBIANI · VEAMINI · GALLITAE · TRIULLATI | · ECDINI · VERGUNNI · EGUITURI · NEMATURI · ORATELLI · NERUSI · VELAUNI · SUETRI. |

## Imagens

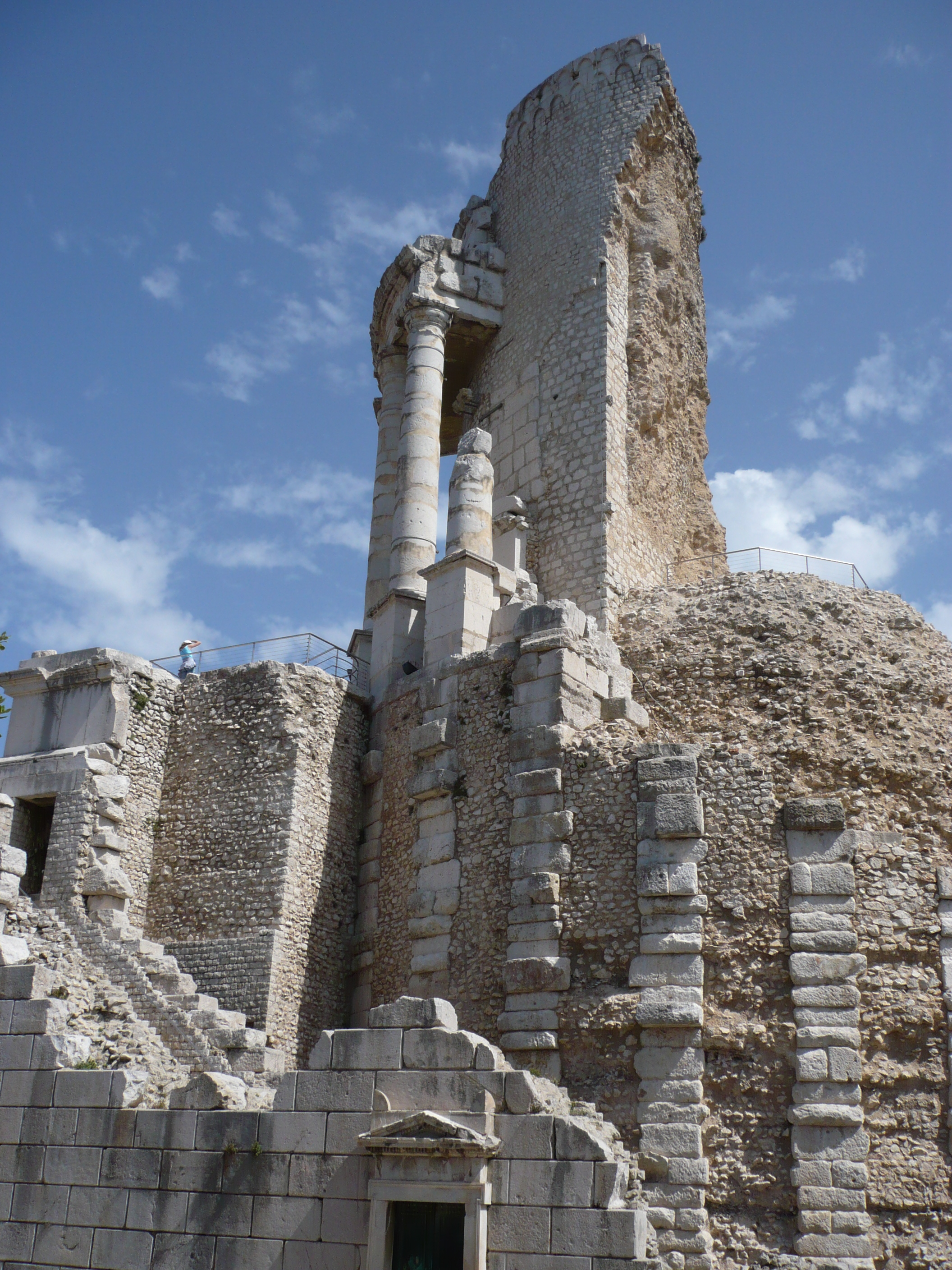
Restos do monumento
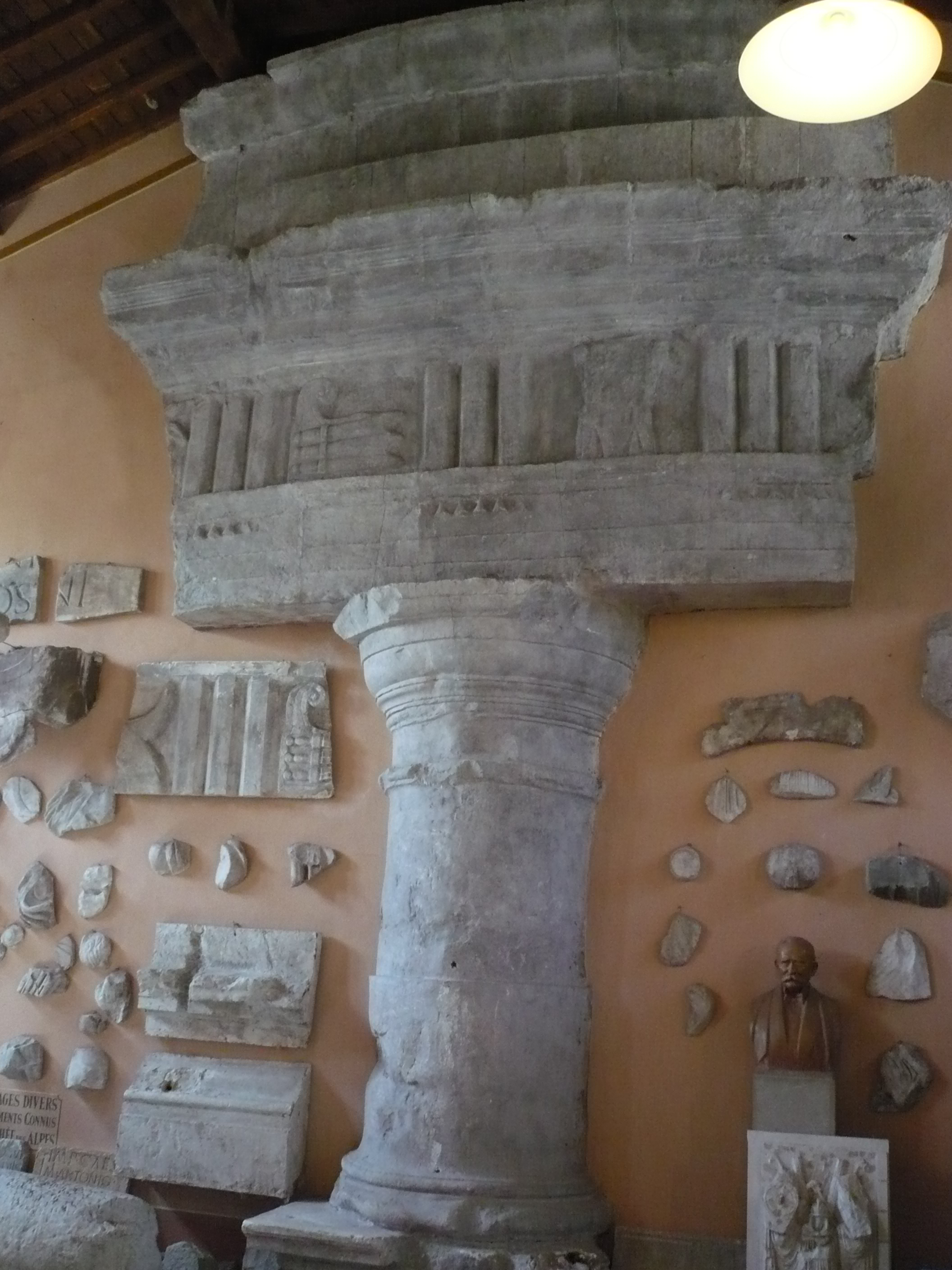
Elementos da arquitetura
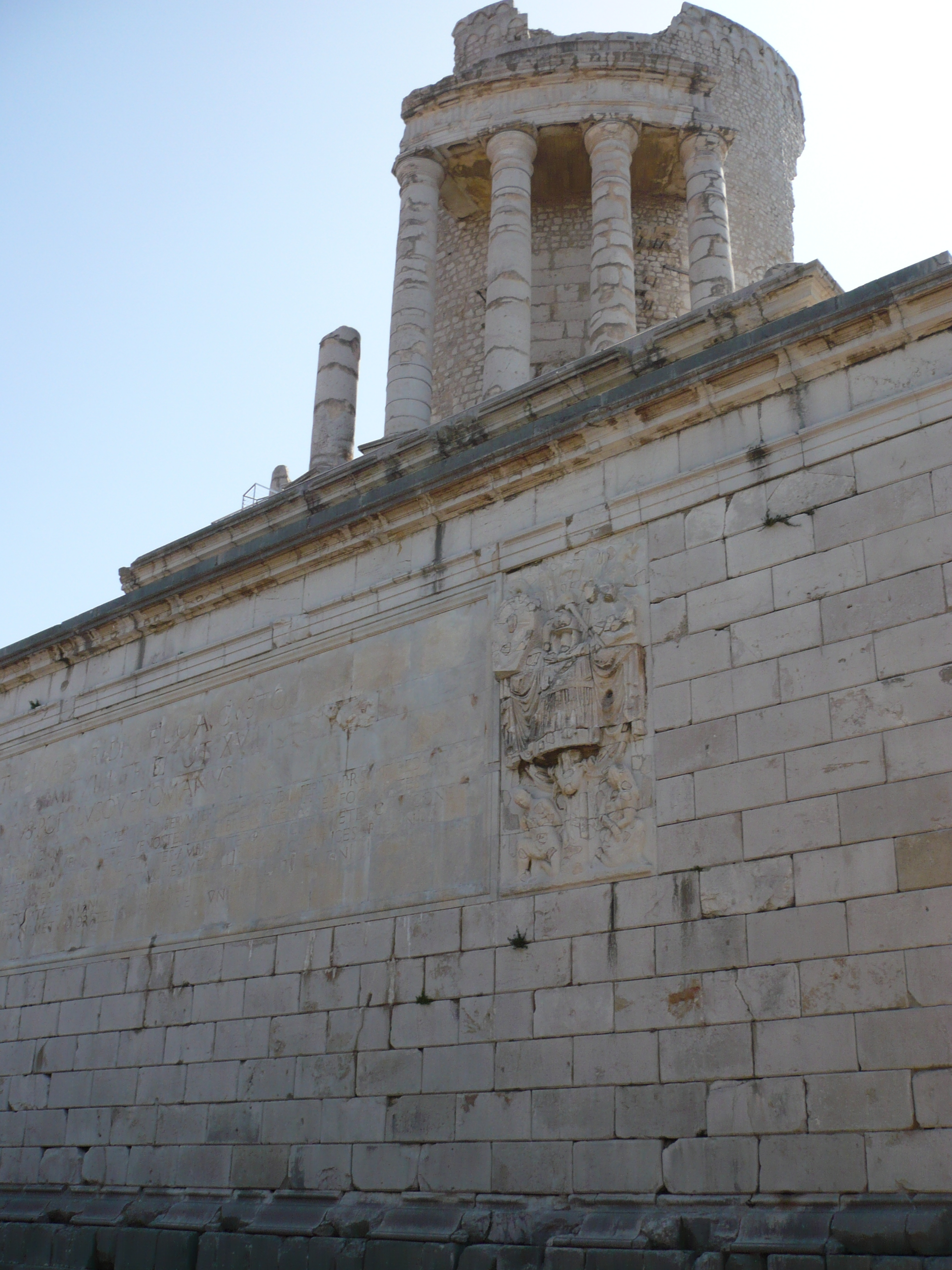
Inscrição em latim
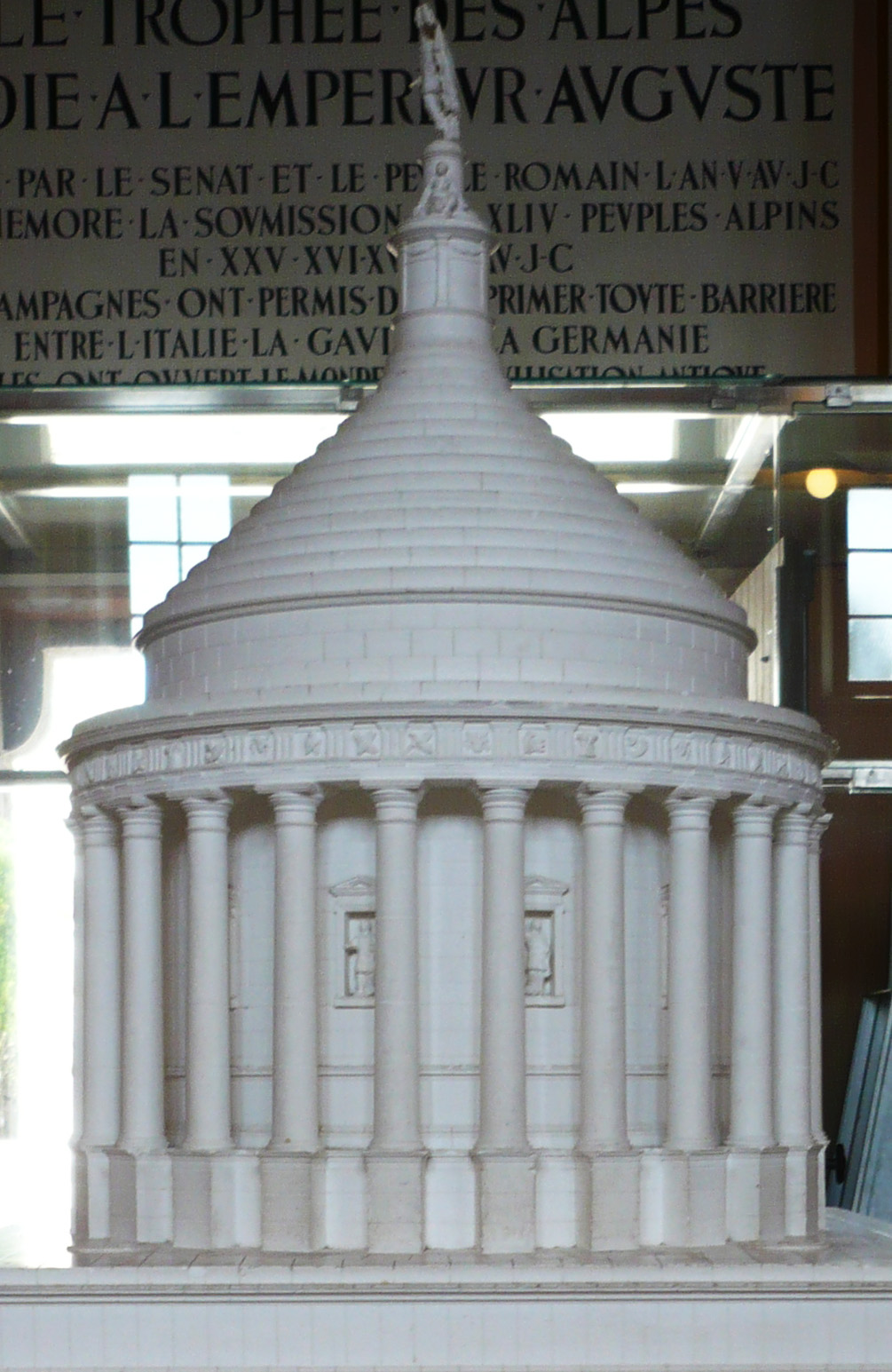
Reconstrução em escala